# Paramesanus wittmeri
Paramesanus wittmeri är en insektsart som beskrevs av Dlabola 1979. Paramesanus wittmeri ingår i släktet Paramesanus och familjen dvärgstritar. Inga underarter finns listade i Catalogue of Life.